# Yarmouth (Maine)
Pour les articles homonymes, voir Yarmouth.
Yarmouth est une ville américaine située dans le Comté de Cumberland, dans le Maine. Selon le recensement de 2020, sa population est de 8 990 habitants.

## Personnalités
- F. Lee Bailey, avocat américain, est domicilié à Yarmouth.
- Sophia Laukli, skieuse et coureuse spécialisée en trail est née à Yarmouth.
- Oliver Wahlstrom, joueur professionnel américain de hockey sur glace est né à Yarmouth.